# Murderdolls
Murderdolls est un supergroupe d'horror punk américain, originaire d'Hollywood, en Californie. Formé en 2002 par Wednesday 13 et Joey Jordison, le groupe compte au total deux albums studio, Beyond the Valley of the Murderdolls (2002) et Women and Children Last (2010). Il cesse ses activités une première fois en 2004, avant de se reformer en 2010, et une nouvelle fois se séparer en 2011.

## Biographie

### Origines
Formé en 1994 à Des Moines dans l'Iowa sous le nom de The Rejects, la formation est dirigée par le chanteur Dizzy Draztik, et leur musique est comparable à ce que deviendront les Murderdolls, sans l'aspect horrifique. Le groupe se sépare lorsque Slipknot décroche un contrat au label Roadrunner Records.
Durant la tournée Ozzfest de 1999, Jordison rencontre Tripp Eisen, et lui demande s'il serait intéressé de reformer The Rejects avec Draztik. Eisen accepte et apporte son ami Racci Shay au poste de batterie. C'est alors que Draztik fait découvrir la musique des Frankenstein Drag Queens From Planet 13 à Jordison, le persuadant d'inviter Poole à les rejoindre en tant que bassiste. Draztik décide néanmoins de quitter le groupe peu après, et Poole devient le chanteur. Rapidement, sa présence prend de l’ampleur ; la formation se renomme les Murderdolls et va adopter une imagerie et des thèmes inspirés du cinéma d'horreur.

### Débuts (2001–2002)
Poole et Jordison entrent en studio en vue d'enregistrer un album, se partageant les tâches instrumentales, Eisen jouant seulement quelques solos de guitare. La plupart des chansons sont des reprises des Frankenstein Drag Queens From Planet 13, retravaillées avec Jordison. À la fin du mois de mars 2002, Eric Griffin et Ben Graves, deux musiciens venant de Boston dans le Massachusetts mais vivant à Hollywood, en Californie, rejoignent les Murderdolls après que Eisen ait montré à Jordison une vidéo de lui-même jouant avec le duo. Le groupe donne son premier concert le 30 juin, au club l'Epicenter à San Diego.
Au début de 2002, le label Roadrunner Records, auquel Jordison et Eisen sont liés contractuellement avec leurs groupes respectifs, publie un EP promotionnel intitulé The Right to Remain Violent, contenant trois chansons de l'album à venir. Ce dernier, Beyond the Valley of the Murderdolls, sortira le 20 août, appuyé par le single Dead in Hollywood. dont le clip vidéo dirigé par P.R. Brown voit Marilyn Manson faire une apparition.
À sa sortie, la publicité autour du groupe met en avant la popularité de Jordison au sein de Slipknot, et présente la formation comme une collaboration entre Eisen et ce dernier, l'importance de Poole en tant que compositeur n'étant alors pas connue auprès du public. Mais peu avant la sortie de l'album, Eisen doit quitter la bande pour composer et enregistrer le prochain album de Static-X. Il recommande alors son ami Acey Slade, avec qui il a joué au sein de Dope, afin de le remplacer au poste de guitariste. Pour lancer l'album, le groupe effectuera quelques dates aux États-Unis, dont Los Angeles, Détroit, Chicago et l'Iowa, avant de donner leur premier grand concert, deux jours avant la sortie de l'album, lors du Summer Sonic Festival à Tokyo, au Japon, devant 30 000 personnes. Ils tourneront ensuite en Angleterre, où l'album atteint la 40e place dans les classements, puis en Irlande.

### Tournée (2002–2004)
À l'occasion d'Halloween, le groupe fait une apparition dans l'épisode Recherche fantômes désespérément (Living Dead Girl en version originale) de la sixième saison de la série télévisée Dawson, puis enregistre la chanson Welcome to the Strange pour la bande originale du film Freddy contre Jason. Le groupe continue de tourner inlassablement pendant le reste de l'année 2002 jusqu'à l'année suivante, où ils jouent dans plusieurs grands festivals: le Big Day Out en Australie, le Download Festival en Angleterre et le Rock am Ring en Allemagne, où Iron Maiden tient la tête d'affiche.
En 2003, le groupe publie une réédition de Beyond the Valley of the Murderdolls dans laquelle sont ajoutés six titres inédits, ainsi qu'un DVD regroupant leurs clips et une prestation live de I Love to Say Fuck filmée au festival Big Day Out la même année. Pour promouvoir cette nouvelle mouture, Roadrunner Records édite en single leur reprise de Billy Idol, White Wedding, qu'ils joueront à la télévision à Top of the Pops, en Angleterre. Le groupe effectue ensuite une longue tournée en Europe en première partie de Iron Maiden, passant par l'Espagne, l'Italie, la France, la Croatie et les pays scandinaves. Avant de rentrer aux États-Unis, ils feront une mini tournée de quatre concerts en Angleterre.
Les Murderdolls donnent leur dernière prestation sous cette forme le 17 janvier 2004 à Corona, en Californie, à la suite de quoi Jordison retourne alors au sein de Slipknot en vue de composer et d'enregistrer leur futur album. Commence alors une longue période de hiatus où l'avenir du groupe est incertain, malgré les déclarations de Poole et de Jordison assurant que le groupe ne s'est pas séparé. Les deux hommes gardent le contact, s'envoyant des démos pour un éventuel second album par mail interposé.

### Réunion et séparation (2010–2011)
En février 2009, alors qu'il est en tournée avec son projet parallèle Gunfire 76, Poole reçoit un appel de Jordison lui demandant s'il serait intéressé par une reformation du groupe. La chose est confirmée de manière officielle en mars de l'année suivante au magazine Kerrang. Le duo décide de s'isoler dans un manoir situé dans les Hollywood Hills avec le producteur Chris « Zeuss » Harris, afin d'enregistrer leur second album, cette fois constitué de chansons originales. Ils invitent Mick Mars, le guitariste de Mötley Crüe, à venir les rejoindre sur deux chansons (Drug Me to Hell et Blood-Stained Valentine). Ils nomment l'album Women and Children Last, en référence à l'album Women and Children First de Van Halen. L'album est publié le 31 août 2010 chez Roadrunner Records, et le premier single My Dark Place Alone est soutenu par un clip vidéo réalisé par P.R. Brown.
Avant la sortie de l'album et en vue de futurs concerts, le duo décide d'engager des nouveaux musiciens. Le groupe de scène se compose alors de Poole au chant, de Jordison à la guitare rythmique, de Roman Surman à la guitare, de Jack Tankersley à la basse et de Racci Shay à la batterie. La formation programme une première tournée en Amérique du Nord, mais l'idée est mise de côté lorsque Jordison décide de venir en aide à Rob Zombie, son batteur Tommy Clufetos ayant rejoint les rangs d'Ozzy Osbourne à la dernière minute. Les deux premiers concerts donnés par la nouvelle version du groupe auront lieu au Key Club à Hollywood. La première prestation est filmée, et plusieurs extraits de la soirée seront disponibles en DVD bonus sur l'édition collector de l'album.
Le groupe commence à défendre le disque sur scène dès le mois de septembre, effectuant une tournée européenne en première partie de Guns N' Roses, avant de jouer sur la scène principale du Ozzfest anglais. En octobre, le groupe ouvre pour une tournée rassemblant les Murderdolls, Alice Cooper et Rob Zombie (pour lequel Jordison assure la batterie, jouant avec les deux formations chaque soir). Ils apparaissent également à l'émission The Daily Habit diffusée sur la chaine câblée Fuel TV. En fin novembre, le groupe présente un nouveau clip vidéo pour la chanson Nowhere, une nouvelle fois réalisé par P.R. Brown.
Une tournée est reprogrammée en Amérique du Nord au mois de décembre mais le projet est une nouvelle fois annulé, pour cause de problèmes personnels. Le groupe participera néanmoins au Soundwave Festival fin février en Australie en têtes d'affiche, après avoir assuré une tournée en Europe le mois précédent. En avril, ils remportent le Revolver Golden Gods Award du « comeback de l'année ». Ils donnent leurs derniers concerts le même mois aux États-Unis, le final ayant lieu au Roxy Theatre à Hollywood le 24 avril, avant de se séparer une nouvelle fois.
En 2013, Poole annonce qu'il pense la séparation définitive, Jordison et lui s'étant séparés en mauvais termes en 2011.

## Membres

### Derniers membres
- Wednesday 13  - chant, basse en studio (2002–2004, 2010–2011)
- Joey Jordison - guitare rythmique, guitare solo, batterie en studio, basse en studio (2002–2004, 2010–2011)
- Roman Surman - guitare rythmique, guitare solo, chœurs (2010–2011)

### Anciens membres
- Tripp Eisen - guitare (2002)
- Ben Grave - batterie (2002–2004)
- Eric Griffin - basse (2002–2004)
- Acey Slade - guitare (2002–2004)

### Membres de tournée
- Jack Tankersley – basse (2010–2011)
- Racci Shay Heart - batterie (2010-2011)
- Jason West - batterie (2011)

## Discographie

### Albums studio
- 2002 : Beyond the Valley of the Murderdolls
- 2010 : Women and Children Last
- 2020: White Wedding

### EP
- 2002 : The Right to Remain Violent

### Clips vidéo
- 2002 : Dead In Hollywood
- 2003 : White Wedding
- 2003 : Love at First Fright
- 2010 : My Dark Place Alone
- 2010 : Nowhere